# Aciagrion borneense
Aciagrion borneense – gatunek ważki z rodziny łątkowatych (Coenagrionidae). Naukowa nazwa gatunku została opublikowana po raz pierwszy w 1911 przez Friedericha Risa.